# London Dungeon
De London Dungeon (Londense kerker) is een attractie in de Engelse hoofdstad Londen.
Het opende in 1974 als griezelmuseum, maar is tegenwoordig een interactieve rondleiding door de geschiedenis van Londen met behulp van acteurs en visuele effecten. Sinds 1992 wordt het gerund door Merlin Entertainments.
Een versie van de London Dungeon staat ook in andere plaatsen zoals Blackpool, Edinburgh, Warwick Castle, York, Amsterdam, Berlijn, Hamburg, San Francisco en Shanghai. 